# Ulanów (gromada)
Ulanów – dawna gromada, czyli najmniejsza jednostka podziału terytorialnego Polskiej Rzeczypospolitej Ludowej w latach 1954–1972.
Gromady, z gromadzkimi radami narodowymi (GRN) jako organami władzy najniższego stopnia na wsi, funkcjonowały od reformy reorganizującej administrację wiejską przeprowadzonej jesienią 1954 do momentu ich zniesienia z dniem 1 stycznia 1973, tym samym wypierając organizację gminną w latach 1954–1972.
Gromadę Ulanów z siedzibą GRN w Ulanowie (wówczas wsi) utworzono – jako jedną z 8759 gromad na obszarze Polski – w powiecie niżańskim w woj. rzeszowskim na mocy uchwały nr 29/54 WRN w Rzeszowie z dnia 5 października 1954. W skład jednostki wszedł obszar zniesionej gminy Ulanów I w tymże powiecie. Dla gromady ustalono 15 członków gromadzkiej rady narodowej.
1 stycznia 1958 gromadę Ulanów zniesiono w związku z nadaniem jej statusu miasta (Ulanów posiadał prawa miejskie także w latach 1616-1934 oraz przejściowo pod okupacją hitlerowską, w latach 1943-44).
1 stycznia 1973 w powiecie niżańskim utworzono współczesną gminę Ulanów (do 1954 istniały dwie gminy wiejskie: gmina Ulanów I i gmina Ulanów II).